# Directoire
Directoire (fra.: Direktorij), ime za umjetnički stil, zapravo samo jednu od faza neoklasicizma, koji je procvjetao nakon Francuske revolucije za vladavine 
Direktorija između 1795. – 1799.

## Povijest i karakteristike
Na Directoire su najviše utjecali arhitekti Charles Percier i Pierre-François-Léonard Fontaine koji su prvi u svojim djelima, počeli koristiti elemente Rimske umjetnosti u skladu s uvjerenjem tadašnjih revolucionara da obnavljaju tradicije i vrline Rimske Republike. Kako je Directoire vrlo kratko trajao, svoje ideje su kasnije realizirali kao novi stil Ampire.
Directoire se najviše ogledao u modi, i unutrašnjoj dekoraciji, izradi namještaja, ukrasnih predmeta i nakita, tako da se praktički nije ni dotakao ostalih grana umjetnosti. Francuski revolucionari, građani, željeli su se oblačiti potpuno različito od dotadašnjeg plemstva pa su izmislili novi modni stil. Tako da je odjeća muškaraca bila neka mješavina antičkih i suvremenih elemenata, a najveća novina bile su duge hlače, uz koji su išle visoke čizme, prsluk otvoreni duži kaput i šešir visokog oboda. Žene su nosile haljine dugih rukava, koje su padale do poda, s dekolteom u obliku slova "V", uz obavezne ogrlice.
Na Directoire su velik utjecaj izvršila onovremena arheološka iskapanja u Pompejima, tako da su relativno
rijetki dekorativni elementi bili kopije rimskih motiva pronađenih za iskapanja.
Namještaj i ukrasi stila Directoire uvijek su bili naglašeno izduženi, jednostavnih oblika i jasnih linija, na neki način posljednja faza stila 
koji je trajao za vladavine Luja XVI.

## Poveznice
- Neoklasicizam

## Vanjske poveznice
- Directoire style (na portalu Encyclopædia Britannica) (engl.)